# Blanus strauchi
Blanus strauchi là một loài thằn lằn trong họ Blanidae. Loài này được Bedriaga mô tả khoa học đầu tiên năm 1884.